# Pierre Sang Boyer
Pierre Sang Boyer, né le 8 janvier 1980, est un chef cuisinier français, d’origine coréenne. En 2011, il se fait connaître auprès du grand public grâce à sa place de finaliste au sein du concours télévisé Top Chef.
Il est propriétaire de trois restaurants dans le 11e arrondissement de Paris : Pierre Sang In Oberkampf, Pierre Sang On Gambey et Pierre Sang Signature. Il est aussi le fondateur de Pierre Sang Express un service de livraison de spécialité coréenne.

## Biographie
Né à Séoul en 1980, Pierre Sang Boyer est adopté par un couple français à l’âge de 7 ans et a grandi à Lantriac, en Haute-Loire,.
Il se forme à la gastronomie française en suivant des études de cuisine près de Lyon où il obtient successivement son CAP, son BEP, son baccalauréat professionnel et enfin un BTS.
Il réalise son premier stage au sein de l’hôtel le Val Vert au Puy-en-Velay puis effectue son apprentissage à Val Thorens et au sein de l’hôtel Royal à Évian-les-Bains. Enfin, il complète sa formation aux côtés du chef Pascal Aussignac au Club Gascon, un restaurant étoilé de Londres.[pertinence contestée]

## Carrière
À 21 ans, il retourne en Corée du Sud afin de retrouver les goûts et les saveurs de son pays d'origine.
De retour en France, il propose une cuisine mélangeant les saveurs coréennes et ce qu'il a appris à Lantriac. Il participe en 2011 à l’émission Top Chef et termine finaliste.
Pierre Sang ouvre son propre restaurant dans le quartier d'Oberkampf dont le néo-bistrot porte le nom. Entouré de deux chefs coréens, il propose une cuisine du marché avec des produits asiatiques.
À la suite du succès de ce premier restaurant, il décide 2 ans plus tard d’ouvrir un second établissement à proximité immédiate, rue Gambey, qu’il nomme Pierre Sang on Gambey. Ce restaurant est d'une gamme supérieure.
En 2017, il achète un nouveau restaurant, toujours rue Gambey, qu'il baptise Pierre Sang Signature et qu’il transforme rapidement en une table gastronomique. Ce nouveau lieu, lui permettra également de développer une nouvelle offre de restauration rapide haut de gamme sous le nom de Pierre Sang Express, dans laquelle il décline un plat typique coréen, le Bibimbap sous 3 formes différentes qu'on peut soit emporter soit se faire livrer.
En décembre 2018, Pierre Sang décide de partager son univers et ses connaissances en lançant une chaîne YouTube où les internautes peuvent découvrir des recettes, des astuces mais aussi les coulisses de ses restaurants et du monde de la gastronomie.

## Maison Pierre Sang
Pierre Sang est propriétaire et chef exécutif de trois restaurants à Paris dans le 11e arrondissement.

### Pierre Sang in Oberkampf
Il est le premier à avoir vu le jour en 2012, à la suite de sa participation à l’émission Top Chef 
Il y prône le locavorisme : il utilise des produits de saison et attache beaucoup d’importance à leurs provenances.

### Pierre Sang on Gambey
En 2014, il ouvre Pierre Sang on Gambey, rue Gambey, à quelques mètres de son premier restaurant. Ce deuxième établissement se veut une montée en gamme.

### Pierre Sang Signature
Le nouveau restaurant baptisé Pierre Sang Signature ouvre en 2017.

### Pierre Sang Express
En 2017 , pour rendre sa cuisine accessible au plus grand nombre, Pierre Sang propose un plat coréen typique , le bibimbap, à emporter ou se faire livrer par Uber Eats ou Deliveroo.

## Activités en France et à l’étranger
- Bruxelles, juin 2013, Omnivore
- Paris, mai 2015, Taste of Paris
- Paris, septembre 2015, Street Food Temple
- Paris, février 2016, Taste of Paris
- Tokyo, novembre 2016, Dîner à 4 mains avec Franckelie Laloum, Ritz Carlton
- Paris, mai 2017, Taste of Paris
- Paris, novembre 2017, Salon du Chocolat
- Paris, mai 2018, Taste of Paris
- Paris, novembre 2018, Salon du Chocolat
- Paris, décembre 2018, Dîner à 4 mains avec Mingoo Kang
- Paris, 2017, Pierre Sang Express

## Télévision
- M6, 2011 – Top Chef
- France 5, 2018 – Les escapades de Petitrenaud[10]
- TV5 Monde, 2018 – #versionfrançaise
- Canal+, 2019 – Les Paris du globe-cooker

## Livres de cuisine
- Pierre Sang, D'ici et d'ailleurs, Neuilly-sur-Seine, M6 édition, 2012, 127 p. (ISBN 978-2-35985-087-1)
- Pierre Sang, Best of Pierre Sang Boyer, Paris, Alain Ducasse édition, 87 p. (ISBN 978-2-84123-791-3)
- Frédéric Anton et Pierre Sang, Secrets de cuisiniers : 135 cours en pas à pas, Alain Ducasse édition, 2016, 591 p. (ISBN 978-2-84123-866-8)
- chapitre "La cuisine de demain", dans La cuisine de demain vue par 50 étoiles d’aujourd’hui dirigé par Kilien Stengel, L'Harmattan, 2021,  (ISBN 978-2-343-23808-1)